# Bolsje
Et bolsje (eng. boiled sweet) er et hårdt stykke sukkerbaseret slik, der er tilsat smags- og evt. farvestoffer. De kan være massive eller fyldte og findes i mange størrelser og former. Større bolsjer kendes som "hold kæft-bolsjer".

## Nogle klassiske bolsjetyper
| Navn                    | Farve                      | Form                             | Smag              |
| Kongen af Danmark       | Rød                        | Oval præget med en kongekrone    | Anis              |
| Althea-bolsje           | Gylden                     | Kugle                            | Bergamotolie      |
| Flødetabletter (fyldte) | Brun                       | Kort cylinder                    | Chokolade Karamel |
| Dameskrå                | Sort                       | Cylinder eller pude med "bølger" | Lakrids           |
| Spejderhagl             | Sort/Brun                  | Små kugler                       | Salmiak lakrids   |
| Bismarcksklump          | Opak hvid med røde striber | Pyramide                         | Pebermynte        |